# Tournoi d'ouverture du championnat du Panama de football 2019
Navigation
Saison précédente Saison suivante
Le Tournoi Apertura 2019 est le vingt-cinquième tournoi saisonnier disputé au Panama.
C'est cependant la 44e fois que le titre de champion du Panama est remis en jeu.
Lors de ce tournoi, le Tauro FC va tenter de conserver son titre de champion du Panama face aux neuf meilleurs clubs panaméens.
Chacun des dix clubs participant sera confronté deux fois aux neuf autres équipes. Puis les six meilleurs s'affronteront lors d'une phase finale à la fin du tournoi.
Une place à deux places sont qualificatives pour la Ligue de la CONCACAF 2020, attribuées à l'issue de ce championnat au vainqueur du tournoi Apertura et au meilleur finaliste des deux tournois au classement cumulé de la saison.

## Les 10 clubs participants
Ce tableau présente les dix équipes qualifiées pour disputer le championnat 2019-2020. On y trouve le nom des clubs, le nom des stades dans lesquels ils évoluent ainsi que la capacité et la localisation de ces derniers.
| Club                      | Stade                         | Capacité | Ville            |
| Alianza FC                | Camp Luis Ernesto Tapia (es)  | 900      | Ciudad de Panamá |
| Deportivo Árabe Unido     | Stade Armando Dely Valdes     | 1 221    | Colón            |
| Costa del Este            | Stade Maracaná                | 5 500    | Ciudad de Panamá |
| Independiente La Chorrera | Stade Agustín Sánchez         | 5 500    | La Chorrera      |
| CD Plaza Amador           | Stade Maracaná                | 5 500    | Ciudad de Panamá |
| San Francisco FC          | Stade Agustín Muquita Sánchez | 3 000    | La Chorrera      |
| Atlético Chiriquí         | Stade San Cristóbal           | 3 082    | David            |
| Sporting San Miguelito    | Camp Luis Ernesto Tapia (es)  | 900      | San Miguelito    |
| Tauro FC                  | Stade Rommel Fernández        | 32 000   | Ciudad de Panamá |
| CD Universitario          | Universitario                 | 3 800    | Penonomé         |

| \| Ciudad de Panamá : Alianza Costa del Este Plaza Amador Tauro Universitario Ciudad de Panamá Árabe Unido San Francisco La Chorrera San Miguelito Chiriquí \| Localisation des clubs. |
| Ciudad de Panamá : Alianza Costa del Este Plaza Amador Tauro Universitario Ciudad de Panamá Árabe Unido San Francisco La Chorrera San Miguelito Chiriquí                               |

## Compétition
Le tournoi Apertura se déroule de la même façon que le tournoi saisonnier précédent, en deux phases :
- La phase de qualification : les dix-huit journées de championnat.
- La phase finale : les matchs aller-retour allant des quarts de finale à la finale.

### Phase de qualification
Lors de la phase de qualification les dix équipes affrontent à deux reprises les neuf autres équipes selon un calendrier tiré aléatoirement.
Les deux meilleures équipes sont qualifiées pour les demi-finales tandis que les quatre équipes suivantes sont qualifiées pour les quarts de finale.
Le classement est établi sur le barème de points classique (victoire à 3 points, match nul à 1, défaite à 0).
Le départage final se fait selon les critères suivants :
- Le nombre de points.
- La différence de buts générale.
- Le nombre de buts marqué.

| Rang | Équipe                    | Pts | J  | G | N  | P | Bp | Bc | Diff |
| ---- | ------------------------- | --- | -- | - | -- | - | -- | -- | ---- |
| 1    | Costa del Este            | 29  | 18 | 7 | 7  | 3 | 23 | 16 | +7   |
| 2    | Independiente La Chorrera | 29  | 18 | 8 | 5  | 5 | 21 | 15 | +6   |
| 3    | San Francisco FC -3       | 28  | 18 | 8 | 7  | 3 | 26 | 16 | +10  |
| 4    | Sporting San Miguelito    | 25  | 18 | 6 | 7  | 5 | 18 | 16 | +2   |
| 5    | Tauro FC T                | 24  | 18 | 6 | 6  | 6 | 18 | 19 | -1   |
| 6    | CD Plaza Amador           | 23  | 18 | 4 | 11 | 3 | 17 | 13 | +4   |
| 7    | Deportivo Árabe Unido     | 22  | 18 | 5 | 7  | 6 | 19 | 20 | -1   |
| 8    | Alianza FC                | 19  | 18 | 4 | 7  | 7 | 18 | 25 | -7   |
| 9    | Atlético Chiriquí P       | 19  | 18 | 5 | 4  | 9 | 17 | 29 | -12  |
| 10   | CD Universitario          | 13  | 18 | 1 | 10 | 7 | 20 | 28 | -8   |

| Légende : Qualifications et relégations | Légende : Qualifications et relégations          |
| --------------------------------------- | ------------------------------------------------ |
|                                         | Qualifié pour les demi-finales                   |
|                                         | Qualifié pour les quarts de finale               |
|                                         | T Tenant du titre P Promu de la saison 2018-2019 |

| Résultats (▼dom., ►ext.)                                   | Ali | Chi | Ara | Cos | LaC | Pla | SanF | SanM | Tau | Uni |
| Alianza FC                                                 |     | 1-3 | 0-2 | 0-0 | 1-1 | 0-2 | 2-2  | 1-2  | 1-0 | 1-1 |
| Atlético Chiriquí                                          | 3-1 |     | 1-0 | 0-4 | 0-2 | 0-0 | 0-4  | 2-1  | 1-1 | 1-1 |
| Deportivo Árabe Unido                                      | 2-1 | 3-0 |     | 0-0 | 1-0 | 2-2 | 0-0  | 0-0  | 2-5 | 2-1 |
| Costa del Este                                             | 1-0 | 1-0 | 2-0 |     | 1-1 | 2-2 | 0-2  | 0-1  | 3-0 | 3-1 |
| Independiente La Chorrera                                  | 0-0 | 2-0 | 2-1 | 3-1 |     | 1-0 | 0-1  | 3-0  | 1-1 | 2-1 |
| CD Plaza Amador                                            | 0-0 | 1-1 | 1-0 | 1-1 | 1-0 |     | 1-1  | 3-0  | 0-1 | 1-1 |
| San Francisco FC                                           | 1-2 | 3-0 | 2-1 | 1-1 | 2-1 | 0-0 |      | 2-1  | 3-1 | 0-0 |
| Sporting San Miguelito                                     | 1-1 | 2-0 | 1-1 | 0-0 | 1-0 | 0-0 | 3-0  |      | 2-2 | 2-1 |
| Tauro FC                                                   | 0-1 | 1-0 | 0-0 | 0-0 | 0-1 | 1-0 | 1-0  | 1-0  |     | 1-2 |
| CD Universitario                                           | 2-3 | 1-3 | 2-2 | 1-2 | 1-1 | 2-2 | 2-2  | 0-0  | 0-0 |     |
| - Victoire à domicile - Match nul - Victoire à l'extérieur |     |     |     |     |     |     |      |      |     |     |

### La phase finale
Les six équipes qualifiées sont réparties dans le tableau final d'après leur classement général, le deuxième affrontant lors des demi-finales le vainqueur du quart opposant le quatrième au cinquième et le premier affrontant le vainqueur du quart opposant le troisième au sixième.
En cas d'égalité sur la somme des deux matchs, les deux équipes sont dans un premier temps départagées par la règle des buts marqués à l'extérieur puis par leur classement général si cela est nécessaire, sauf lors de la finale où des prolongations puis une séance de tirs au but ont éventuellement lieu.

#### Tableau
|  |                           |               |                 |               |               |   |   |            |            |            |                |            |   |  |        |        |        |        |        |  |  |
|  | 1/4 de finale             | 1/4 de finale | 1/4 de finale   | 1/4 de finale | 1/4 de finale |   |   | 1/2 finale | 1/2 finale | 1/2 finale | 1/2 finale     | 1/2 finale |   |  | Finale | Finale | Finale | Finale | Finale |  |  |
|  |                           |               |                 |               |               |   |   |            |            |            |                |            |   |  |        |        |        |        |        |  |  |
|  |                           |               |                 |               |               |   |   |            |            |            |                |            |   |  |        |        |        |        |        |  |  |
|  |                           |               |                 |               |               |   |   |            |            |            |                |            |   |  |        |        |        |        |        |  |  |
|  |                           |               |                 |               |               |   |   |            |            |            |                |            |   |  |        |        |        |        |        |  |  |
|  |                           |               |                 |               |               |   |   |            |            |            |                |            |   |  |        |        |        |        |        |  |  |
|  | Costa del Este            | (1)           | 2               | 1             |               |   |   |            |            |            |                |            |   |  |        |        |        |        |        |  |  |
|  | Costa del Este            | (1)           | 2               | 1             |               |   |   |            |            |            |                |            |   |  |        |        |        |        |        |  |  |
|  |                           |               | CD Plaza Amador | (6)           | 0             | 2 |   |            |            |            |                |            |   |  |        |        |        |        |        |  |  |
|  | San Francisco FC          | (3)           | CD Plaza Amador | (6)           | 0             | 2 | 0 |            |            |            |                |            |   |  |        |        |        |        |        |  |  |
|  | San Francisco FC          | (3)           |                 |               |               |   |   |            |            |            |                |            |   |  |        |        |        |        |        |  |  |
|  | CD Plaza Amador           | (6)           | 1               |               |               |   |   |            |            |            |                |            |   |  |        |        |        |        |        |  |  |
|  | CD Plaza Amador           | (6)           | 1               |               |               |   |   |            |            |            | Costa del Este | (1)        | 0 |  |        |        |        |        |        |  |  |
|  |                           |               |                 |               |               |   |   |            |            |            | Costa del Este | (1)        | 0 |  |        |        |        |        |        |  |  |
|  |                           | Tauro FC      | (5)             | 2             |               |   |   |            |            |            |                |            |   |  |        |        |        |        |        |  |  |
|  |                           |               |                 |               |               |   |   |            |            |            |                |            |   |  |        |        |        |        |        |  |  |
|  |                           |               |                 |               |               |   |   |            |            |            |                |            |   |  |        |        |        |        |        |  |  |
|  |                           |               |                 |               |               |   |   |            |            |            |                |            |   |  |        |        |        |        |        |  |  |
|  | Independiente La Chorrera | (2)           | 0               | 0             |               |   |   |            |            |            |                |            |   |  |        |        |        |        |        |  |  |
|  | Independiente La Chorrera | (2)           | 0               | 0             |               |   |   |            |            |            |                |            |   |  |        |        |        |        |        |  |  |
|  |                           |               | Tauro FC        | (5)           | 0             | 3 |   |            |            |            |                |            |   |  |        |        |        |        |        |  |  |
|  | Sporting San Miguelito    | (4)           | Tauro FC        | (5)           | 0             | 3 | 0 | (2)        |            |            |                |            |   |  |        |        |        |        |        |  |  |
|  | Sporting San Miguelito    | (4)           |                 |               |               |   | 0 | (2)        |            |            |                |            |   |  |        |        |        |        |        |  |  |
|  | Tauro FC                  | (5)           | 0               | (4)           |               |   |   |            |            |            |                |            |   |  |        |        |        |        |        |  |  |
|  | Tauro FC                  | (5)           | 0               | (4)           |               |   |   |            |            |            |                |            |   |  |        |        |        |        |        |  |  |

#### Quarts de finale
| Club                   | Score | Club            | Commentaire       |
| San Francisco FC       | 0-1   | CD Plaza Amador |                   |
| Sporting San Miguelito | 0-0   | Tauro FC        | Tirs au but : 2-4 |

#### Demi-finales
| Club                      | Aller | Retour | Club            | Commentaire |
| Costa del Este            | 2-0   | 1-2    | CD Plaza Amador |             |
| Independiente La Chorrera | 0-0   | 0-3    | Tauro FC        |             |

#### Finale
| 9 décembre 2019 | Costa del Este | 0:1   | Tauro FC                                | Stade Rommel Fernández                          |                                                 |
|                 |                | (0:2) | 29e Jorge Marsiglia · 84e Jorge Clement | Spectateurs : 11 356 Arbitrage : Oliver Vergara | Spectateurs : 11 356 Arbitrage : Oliver Vergara |
|                 | Rapport        |       |                                         | Spectateurs : 11 356 Arbitrage : Oliver Vergara | Spectateurs : 11 356 Arbitrage : Oliver Vergara |

| Vainqueur du Tournoi Apertura 2019 Tauro FC 15e titre |

## Bilan du tournoi
| Tournoi d'ouverture du championnat de football du Panama 2019 |                      |
| Champion                                                      | Tauro FC (15e titre) |
| Dauphin                                                       | Costa del Este       |
| Qualifications continentales                                  |                      |
| Ligue de la CONCACAF 2020                                     | Tauro FC             |

## Statistiques

### Buteurs
| Rang | Nom               | Équipe           | Buts |
| 1    | Cristian Zuñiga   | San Francisco FC | 7    |
| 1    | Valentin Pimentel | Costa del Este   | 7    |